# Афанасьев, Пётр Онисимович
Пётр Они́симович Афана́сьев (1 (13) февраля 1874 — 20 августа 1944) — русский педагог, основоположник звукового аналитического метода педагогики для детей начальной школы. Доктор педагогических наук, профессор.
Автор суперпопулярного в 1920—1930-е годы букваря «Читай, пиши, считай» (24 издания); старший брат видного революционера и общественного деятеля Василия Анисимова, двоюродный дед писателя Владимира Амлинского и композитора, учёного-физика Владимира Анисимова.

## Биография
Родился 1 (13) февраля 1874 года в семье протоиерея Онисима Афанасьева в селении Апанасово-Темяши Тетюшского уезда Казанской губернии, куда ещё в начале 1870-х годов на службу настоятелем местной церкви был направлен его отец, выпускник Санкт-Петербургской духовной семинарии.
После окончания Симбирской чувашской школы в 1890 году работал в начальной школе в селе Богдашкино Симбирской губернии. В 1898 году он продолжил образование в Симбирской духовной семинарии, а в 1903 году — в Московской духовной академии. С 1903 года преподавал в Симбирской, Рязанской, Поливановской учительских семинариях, а также в Ярославском учительском институте. В 1906 году он окончил экстерном Императорский Казанский университет и с 1918 года работал преподавателем в педагогических вузах и научным сотрудником в научно-исследовательских педагогических учреждениях Москвы.
Одновременно он сотрудничал с различными изданиями, в частности с «Вестником воспитания», «Педагогическим вестником», часто публиковал свои статьи и в «Журнале МНП», где выступал с критикой официальных проектов школьно-просветительской системы для инородцев Поволжья. Свой большой опыт по обучению русскому языку в национальной школе П. О. Афанасьев обобщил в «Методических очерках о преподавании родного языка» (изд. 1914). Изложенные в этой работе методические идеи о поэтапном построении курса, главенствующей роли грамматики, типологии акцента и учёте особенностей системы родного языка учащихся впоследствии развиты им в «Методических указаниях к обучению русской грамоте нерусских учащихся» и «Грамматических таблицах по русскому языку Для нерусских школ» (обе изданы в 1938).
После Октябрьской революции П. О. Афанасьев активно включился в строительство новой школы. Он настаивал на принципиальной реконструкции учительских программ по русскому языку в духе идей трудовой школы, на преодолении сложившихся традиций с искусственной подачей материала, с преобладанием готовых образцов и правил. Духовному становлению ребёнка, по его мнению, могли способствовать только активно-творческие методы преподавания, основанные на деятельностном подходе к лингвистическим явлениям, на преимущественном интересе к коммуникативной стороне языка. П. О. Афанасьев один из самых ярких и последовательных педагогов наряду с К. Д. Ушинским, который приравнивал язык к одному из видов индивидуального и социального творчества человека.
Он считал, что главное внимание должно быть направлено на естественное развитие речи учащихся, формирование умений самобытно и самостоятельно выражать собственные мысли, выработку культуры речевого поведения в коллективе и обществе. В этом он был очень схож со своим братом В. А. Анисимовым, который всегда умело, самобытно и самостоятельно выражал свои собственные мысли о революционной обстановке в России на рубеже 19-го 20-го веков.
Несмотря на большой вклад в педагогическую науку П. О. Афанасьев получил должность профессора только в 1938 году и лишь в 1940 года ему были присвоены степень доктора педагогических наук и звание профессора.
В тяжелые годы Великой Отечественной войны, будучи уже не молодым человеком П. О. Афанасьев заболел. Умер в Москве в 1944 году. Похоронен на Введенском кладбище (19 уч.).
Был женат на дочери профессора Московской духовной академии Василия Фёдоровича Кипарисова, Ольге.

## Научный вклад в Педагогику
П. О. Афанасьев особое место, особенно на начальной ступени обучения языку, отводил распространению звуковой системы обучения грамоте, предполагавшей определённую последовательность введения звуков и слогов, лингвистически целесообразные артикуляционно-фонетические приёмы преподавания. Разработанный им звуковой аналитический метод положен в основу букваря «Читай, пиши, считай» (первое издание в 1925), выдержавшего 24 издания. Параллельно он исследовал наиболее эффективные подходы к обучению чтению взрослых (сборник статей «Борьба за грамотность», 1925).
Исследование опыта отечественного языкознания в статьях конца 1930-х — начале 1940-х и «Хрестоматии по истории методов преподавания русского языка в начальной школе» (1941) явилось составной частью его работы над созданием современной целостной методической системы. Итогом этой работы стал учебник «Методика русского языка в средней школе» (1944) для педагогических вузов. В этой работе единство разнообразных методических подходов и приёмов, предлагаемых П. О. Афанасьевым, непосредственно основывается на анализе системных отношений в самом языке, связи между его сторонами: лексикой, фонетикой, морфологией и стилистикой.